# Finnische Badmintonmeisterschaft 2017
Die Finnische Badmintonmeisterschaft 2017 fand vom 3. bis zum 5. Februar 2017 in Vantaa statt.

## Medaillengewinner
| Disziplin    | Gold                        | Silber                        | Bronze                            |
| ------------ | --------------------------- | ----------------------------- | --------------------------------- |
| Herreneinzel | Kasper Lehikoinen           | Kalle Koljonen                | Eetu Heino                        |
| Herreneinzel | Kasper Lehikoinen           | Kalle Koljonen                | Iikka Heino                       |
| Dameneinzel  | Airi Mikkelä                | Nanna Vainio                  | Elina Niiranen                    |
| Dameneinzel  | Airi Mikkelä                | Nanna Vainio                  | Sonja Pekkola                     |
| Herrendoppel | Ville Lång Pekka Ryhänen    | Henri Aarnio Iikka Heino      | Mika Köngäs Arto Lahtinen         |
| Herrendoppel | Ville Lång Pekka Ryhänen    | Henri Aarnio Iikka Heino      | Kalle Koljonen Julius von Pfaler  |
| Damendoppel  | Jenny Nyström Sonja Pekkola | Riikka Sinkko Noora Virta     | Hanna Karkaus Johanna Luostarinen |
| Damendoppel  | Jenny Nyström Sonja Pekkola | Riikka Sinkko Noora Virta     | Heini Ihalainen Salla Urpela      |
| Mixed        | Anton Kaisti Jenny Nyström  | Tuomas Nuorteva Sonja Pekkola | Julius von Pfaler Tuuli Härkönen  |
| Mixed        | Anton Kaisti Jenny Nyström  | Tuomas Nuorteva Sonja Pekkola | Ville Lång Riikka Sinkko          |